# Robert Pischzek
Robert Pischzek (* 2. Juli 1913 in Gleiwitz; † unbekannt) war ein deutscher Fußballspieler.

## Karriere

### Vereine
Robert Pischzek kam aus der Jugend der Vorwärts-Rasensport Gleiwitz zu deren ersten Mannschaft und spielte dort Erstligafußball in der Gauliga Schlesien.
Pischzek gehörte Vorwärts-Rasensport Gleiwitz an und bestritt als Stürmer von 1934 bis 1939 in der Gauliga Schlesien, in einer von 16 Gauligen in der Zeit des Nationalsozialismus als einheitliche höchste Spielklasse im Deutschen Reich, Punktspiele. Wurde die Premierensaison noch als Viertplatzierter abgeschlossen, so schlossen sich in den darauffolgenden zwei Spielzeiten die jeweiligen Gaumeisterschaften an, wie auch 1938 und 1939. Die Saison 1939/40 bestritt er in der Gruppe Oberschlesien, eine der in zwei Gruppen aufgeteilten Gauliga Schlesien, neben der Gruppe Mittel- und Niederschlesien. Das Gaumeisterschaftsfinale gegen den Breslauer FV 06 wurde nach Hin- und Rückspiel mit 14:3 gewonnen.
Als fünfmaliger Gaumeister Schlesien und den damit verbundenen Teilnahmen an den Endrundenspielen um die Deutsche Meisterschaft bestritt er insgesamt 26 Spiele, wobei er 1935, 1938 und 1939 jeweils alle sechs Gruppenspiele bestritt und 1936 darüber hinaus auch das Halbfinale und das Spiel um Platz 3, das am 20. Juni 1936 im Berliner Poststadion mit 1:8 gegen den FC Schalke 04 verloren wurde. Sein Debüt gab er am 7. April 1935 im ersten Spiel der Gruppe A bei der 0:2-Niederlage gegen Hertha BSC im Berliner Mommsenstadion. Sein erstes von insgesamt 12 Toren erzielte er im vierten Gruppenspiel am 5. Mai 1935 im Breslauer Sportpark Grüneiche bei der 1:3-Niederlage gegen den Chemnitzer Polizeisportverein mit dem Treffer zum Endstand in der 73. Minute.
Im 1935 eingeführten Wettbewerb um den Tschammerpokal, dem Pokalwettbewerb für Vereinsmannschaften, kam er von 1938 bis 1940 achtmal zum Einsatz und erzielte sieben Tore; seine ersten drei gelangen ihm bei seinem Debüt am 1. September 1935 beim 9:1-Erstrundensieg gegen den Breslauer FV 06.

### Auswahlmannschaft
Als Spieler der Gauauswahlmannschaft Schlesien nahm er 1938/39 am Gauauswahlwettbewerb um den Reichsbundpokal teil. Nach Siegen über die Gauauswahlmannschaften Nordmark, Ostmark, Württemberg erreichte er das Finale, das am 5. März 1939 in Dresden mit 2:1 gegen die Gauauswahlmannschaft Bayern gewonnen wurde. Mit Wilhelm Koppa, Richard Kubus, Günther Mettke, Ernst Plener, Reinhard Schaletzki und Alfred Wydra spielten sechs weitere Spieler aus seinem Verein im Finale.

## Erfolge
- Vierter der Deutschen Meisterschaft 1936
- Gaumeister Schlesien 1935, 1936, 1938, 1939, 1940
- Reichsbundpokal-Sieger 1939 (mit der Gau-Auswahl Schlesiens)